# Tachygyna sonoma
Tachygyna sonoma là một loài nhện trong họ Linyphiidae.
Loài này thuộc chi Tachygyna. Tachygyna sonoma được Alfred Frank Millidge miêu tả năm 1984.